# Wolfgang Graeser
Wolfgang Graeser (7. září 1906 Curych - 13. června 1928 Berlín, sebevražda) byl německý matematik a hudební analytik.
Pocházel z hudební rodiny, mládí prožil v Neapoli. Po maturitě v Mnichově začal v 17 letech studovat v Berlíně matematiku, hudbu, fyziku a orientalistiku. Zabýval se až do své smrti studiem Bachova Umění fugy. Prosadil myšlenku, že není jen teoretickým kompendiem kontrapunktického umění, ale naopak velmi působivým hudebním celkem, schopným oslovit posluchače.
V ročence Nové Bachovy společnosti na rok 1924 (vydal Breitkopf a Härtel 1926) uveřejnil svou orchestrální verzi Umění fugy (smyčový orchestr, smyčcový kvartet, dřeva, žestě, cembalo a varhany) a analyzoval zároveň důvody takovéto realizace včetně své, později proslulé, teorie centrálně symetrického půdorysu Bachova cyklu.
Spolu s kapelníkem Karlem Straubem, kantorem lipského svatotomášského kostela, a členy orchestru Gewandhausu připravil také Umění fugy k historicky prvnímu provedení. Uskutečnilo se s velkým ohlasem v kostele sv.Tomáše dne 26. června roku 1927 a přesvědčilo natolik, že Nová Bachova společnost zařadila Graeserovu verzi Umění fugy v roce 1932 jako dodatek do svého již dokončeného kompletního vydání Bachových děl.
Svou prací Graeser zásadním způsobem přispěl ke znovuobjevení Umění fugy hudební veřejností. Ačkoli jeho teorie nebyla ani jeho současníky všeobecně přijata a v odborných kruzích převažují dnes zřetelně její oponenti, byl nesporně prvním muzikologem, který se problematikou Bachova cyklu podrobně zabýval a precizně formuloval základní otázky.